# Fostoria (dinosauriër)
Fostoria is een geslacht van plantenetende euornithopode dinosauriërs dat tijdens het midden van het Krijt leefde in Australië. De typesoort is Fostoria dhimbangunmal.

## Vondst en naamgeving
Bij Lightning Ridge in het noorden van New South Wales bevindt zich een verzameling kleine particuliere mijnen. Ze bestaan uit een stelsel van tunnels waarin gezinnen wonen en meteen op zoek zijn naar opalen. In 1984 stuitte mijnwerker Robert Foster op tien meter diepte in zijn tunnels in het Sheepyard Opal Field op grote botten die hem aan paarden deden denken. Hij brak ze open op zoek naar opalen en wierp de resten op een hoop. Toen de stapel steeds hoger werd, kwam de gedachte bij hem op dat de vondsten van wetenschappelijke waarde zouden kunnen zijn. Hij laadde de beenderen in twee koffers en reisde ermee per trein naar het Australian Museum te Sidney. Daar werden ze meteen herkend als de botten van dinosauriërs, die in Australië vrij zeldzaam zijn. Dr. Alexander Ritchie groef dat jaar de resterende fossielen op. Na preparatie liet Foster ze tentoonstellen bij juwelenhandelaren in Sidney. Ze waren namelijk bedekt met een laagje opaal, hoewel niet geheel geopaliseerd. De vondsten trokken veel publiek maar geen kopers. In Lightning Ridge werd een Australian Opal Centre opgericht. Begin eenentwintigste eeuw liet Forster ze daar tentoonstellen en uiteindelijk werden ze gedoneerd aan het instituut.
Al die tijd was er niet over de vondsten gepubliceerd. Botten van grote euornithopoden uit de Lightning Ridge werden aangeduid als een Muttaburrasaurus sp. Dat veranderde toen Phillip Bell geopaliseerde botten uit het gebied systematisch begon te bestuderen. Hij maakte een CAT-scan van de Forstercollectie en ontdekte dat de botten niet één individu vertegenwoordigden, zoals tot dan toe aangenomen, maar meerdere. Ook concludeerde hij dat het een nieuwe soort betrof.
In 2019 werd de typesoort Fostoria dhimbangunmal benoemd en beschreven door Bell, Tom Brougham, Matthew C. Herne, Timothy Frauenfelder en Elizabeth T. Smith. De geslachtsnaam eert Foster als ontdekker. Niet uitgelegd werd waarom de naam niet "Fosteria" luidt. De soortaanduiding is een combinatie van dhimba ("schaap") en ngunmal ("omheind terrein"), woorden uit de talen van de Yuwaalaraay, Yuwaalayaay en Gamilaraay die de oorspronkelijke bevolking vormen van het gebied. Ze verwijzen naar de Sheepyard. De soortaanduiding werd gesuggereerd door de vrouw van Forster, Jenny, die zelf een aboriginal is.
Het holotype, LRF 3050.A, is gevonden in de opaalhoudende kleisteenlenzen van het Finch Clay facies, in het bovenste deel van de Wallangulla Sandstone Member van de Griman Creek Formation. Die formatie werd meestal gedateerd op het late Albien maar Bell stelde in 2019 dat nieuwe metingen wezen op een afstamming uit het vroege Cenomanien. Dat laatste zou betekenen dat het uit het Boven-Krijt komt in plaats van het Onder-Krijt. Het holotype bestaat uit een schedeldak met hersenpan. Andere botten hebben ook het inventarisnummer LRF 3050 maar kunnen niet alle aan hetzelfde individu toebehoren: ze vertegenwoordigen minstens vier individuen. Dit materiaal omvat een rechterquadratum, een volledige ruggenwervel en stukken van andere ruggenwervels, zes staartwervels, vier schouderbladen, een linkeropperarmbeen, een vermoedelijk linkerspaakbeen, een rechterzitbeen, de onderkanten van een linkerdijbeen en een rechterdijbeen, een linkerscheenbeen, een stuk van vermoedelijk een linkerkuitbeen, de onderste uiteinden van het tweede, derde en vierde middenvoetsbeen van een linkervoet, een derde en vierde rechtermiddenvoetsbeen en vier teenkootjes. Deze botten zijn grotendeels beschadigd geraakt toen ze gedolven werden. Het meeste materiaal zou kunnen toebehoren aan één volwassen exemplaar. Er zitten echter ook botten onder van jonge dieren. Het geheel vertegenwoordigt de eerste vondst in Australië van een euornithopode beenderbed waarin maar één soort werd aangetroffen.
Daarnaast zijn nog twee fossielen aan de soort toegewezen uit de collectie van het Australian Museum. Het betreft de specimina AM F128217: het onderste uiteinde van een tweede middenvoetsbeen en AM F128218: een stuk bot waarvan de positie in het skelet niet te bepalen valt.

## Beschrijving

### Grootte en onderscheidende kenmerken
De lichaamslengte is in persberichten geschat op een kleine vijf meter.
De beschrijvers wisten zes onderscheidende kenmerken vast te stellen. Het gaat om autapomorfieën, unieke afgeleide eigenschappen. In bovenaanzicht vormen de voorhoofdsbeenderen samen een driehoek waarvan iedere zijde tweemaal ingesprongen is, waarbij de achterkant overeenkomt met de beennaad tussen de voorhoofdsbeenderen en de wandbeenderen. Het voorhoofdsbeen heeft een korte naar boven gerichte uitstulping aan de voorste zijhoek, bij het facet dat de achterrand van het prefrontale raakt. De vleugel van het quadratum aan de zijde van het quadratojugale heeft aan de binnenste onderzijde een grote opening, aan de binnenzijde begrensd door een krachtig gevormde richel. Het opperarmbeen heeft een verticale richel aan de binnenzijde die over de hele, althans bewaarde, lengte van het element doorloopt. Het opperarmbeen heeft van de onderzijde van de deltopectorale kam uit een richel schuin naar onderen en binnen lopen richting voorzijde. Minstens één ruggenwervel is procoel, met een holle voorzijde.

### Skelet

#### Schedel
De vorm van de schedel is niet goed bekend. Het voorhoofdsbeen is een kwart langer dan breed. De voorhoofdsbeenderen samen zijn overdwars hol gekromd, voornamelijk door een lichte verheffing van de achterste middennaad. Als geheel zijn deze frontalia opvallend breed, vooraan maar vooral achteraan. De voorrand van het voorhoofdsbeen is ingekeept voor het contact met het neusbeen. De zijrand is dubbel ingekeept. Tussen de voorste inkeping van de zijrand en de inham voor het neusbeen steekt het voorhoofdsbeen flink naar voren. Dit uitsteeksel is geschulpt op de voorrand, een facet vormend dat overlapt werd door het os prefrontale. De rand achter het facet stulpt opvallend omhoog, een autapomorfie. De functie hiervan is onbekend maar de beschrijvers wezen erop dat bij de Hadrosauridae soortgelijke verhogingen een neuskam ondersteunen hoewel bij deze latere vormen de beennaden met neusbeen en prefrontale veel sterker verlengd zijn. De neuskam van Muttaburrasaurus loopt niet naar achteren tot het voorhoofdsbeen door. De dubbele inkepingen van de zijkanten leiden tot een vorm die door de beschrijvers wordt vergeleken met een trappenpiramide. Het normale profiel is T-vormig of ovaal. Het voorste uitsteeksel van de zijkant, de eerste "trap", is dun en werd vermoed deel uit te maken van de bovenrand van de oogkas. Het tweede uitsteeksel vertegenwoordigt het breedste punt, een veel meer achterwaartse positie van de grootste breedte dan bij verwanten. Het wandbeen is, ook zonder tegenhanger, trapeziumvormig en ongeveer half zo lang als het voorhoofdsbeen. Het schedeldak als geheel is tamelijk plat.
Het supraocipitale, het centrale bovenste bot van het achterhoofd, is ovaal als bij Camptosaurus, niet T-vormig als bij de meeste verwanten.
Van het quadratum is alleen de onderzijde bekend. Die is overdwars breed maar niet extreem robuust zoals bij sommige verwanten wel het geval is. De onderste gewrichtsknobbel is maar iets kleiner dan de buitenste. Het gewrichtsvlak van die laatste loopt een stukje door op de achterzijde zodat in zijaanzicht een "hiel" gevormd wordt als bij Zalmoxes. Verder lopen de knobbels niet over in richels op de achterzijde, net als bij Mochlodon. De vleugel richting quadratojugale loopt ver naar voren door, de ruimte scheppend voor een groot foramen paraquadraticum tussen dat element en het quadratum. Het quadratojugale is overigens niet bewaard gebleven. Aan de binnenzijde wordt de vleugel ondersteund door een verhoging die naar voren taps toeloopt. Aan de onderzijde van deze verhoging bevindt zich een groot foramen dat aan de binnenzijde begrensd wordt door een verticale richel die uit de verhoging naar beneden loopt. Verwanten hebben op deze positie of een klein foramen, of een uitholling of helemaal niets. Verder is er nog een plaatvormige vleugel die naar voren en binnen uitsteekt richting het pterygoïde, een gebruikelijke structuur om het verhemelte te verankeren.

#### Postcrania
De gevonden volledige ruggenwervel komt vermoedelijk uit het voorste deel van de reeks, ergens tussen de tweede en vijfde positie. De wervel is ongekield. Het wervellichaam is procoel, met een holle voorkant en platte achterkant. Bij de meeste Iguanodontia zijn de wervels opisthocoel, met een bolle voorzijde, of hebben beide zijden dezelfde kromming: hol zodat ze amficoel zijn of plat wat de amfiplatte toestand oplevert. Het voorste facet is rond, het achterste eirond. Het centrum is langer dan breed of hoog. Beide facetten wijken van onderen wat uiteen en het voorste facet ligt lager, wat betekent dat de voorste rug bol gekromd is, een typisch kenmerk van euornithopoden. De voetstukken van de wervelboog zijn overdwars zo sterk verbreed dat het centrum op de helft van de horizontale lengte van het ruggenmergkanaal wordt gedrongen, een zeldzaam kenmerk voor Amniota dat verder alleen gemeld is van oude en grote Sauropoda. Het ruggenmergkanaal heeft een druppelvormige dwarsdoorsnede, met de punt omlaag gericht. De parapofyse, het voorste ribfacet, wordt begrensd door een richel die van het achterste voetstuk ervan doorloopt over de achterrand van het zijuitsteeksel, net als bij Iguanacolossus. Het zijuitsteeksel draagt een verbrede, knuppelvormige, diapofyse, achterste ribfacet. De wervelboog is drieënhalf maal hoger dan het wervellichaam. Het doornuitsteeksel is op zich tweemaal hoger dan het centrum. Gevonden fragmenten van andere wervels laten zien dat de beennaad tussen wervelboog en wervellichaam gesloten is, wat erop duidt dat het dier volwassen was of althans niet veel meer te groeien had. Bij de middelste staartwervels ligt het ruggenmergkanaal ook bijna geheel in de wervelboog. Bij deze wervels hebben de voorste gewrichtsuitsteeksels de uitzonderlijke vorm van dunne vingervormige uitstulpingen die direct naar voren gericht zijn zonder uiteen te wijken. De achterste staarwervels hebben een zeshoekige dwarsdoorsnede die zich over de hele lengte voortzet en geaccentueerd worden door richels op de "ribben" van de facetten.
Het schouderblad heeft een lang lensvormig raakvlak met het ravenbeksbeen, welk laatste overigens niet bewaard is gebleven. Het vlak loopt naar boven en voren uit in een forse scherpe driehoekige punt van de processus acromialis. Veel verwanten hebben ook zo'n punt maar bij andere is de rand vrijwel vlak. De punt is even lang als het blad in het midden ingesnoerd is, net als bij Trinisaura. De punt loopt zijdelings uit in een richel. Het onderste deel van het raakvlak buigt naar binnen toe. In het midden van de binnenzijde van het raakvlak wordt dit ingesneden door een groeve die zich evenwijdig aan de randen van het blad voortzet. Dit wordt vermoed een voortzetting te zijn van het foramen coracoideum van het ravenbeksbeen. Tegenover de processus acromialis loopt de holte van het schoudergewricht ook uit in een grote punt. Het blad op zich is recht en bandvormig en vermoedelijk maar weinig verbreed aan het uiteinde bij de rug.
Het opperarmbeen is aan de uiteinden maar weinig verbreed. Een richel strekt zich uit over de volle lengte van de binnenzijde. Dat komt bij geen enkele andere bekende euornithopode voor. Het opperarmbeen buigt naar boven toe geleidelijk naar binnen, anders dan de hoekige vorm van Zalmoxes. De deltopectorale kam is aan beide zijden afgeplat. Er is geen sulcus bicipitalis, trog tussen kam en kop. Het ontbreken daarvan is typisch voor Rhabdodontidae. Ook uniek is een opvallende schuine richel die van de kam naar binnen loopt, richting onderarm. De zone tussen die richel en het zijvlak is afgeplat wat de schacht een D-vorm geeft in dwarsdoorsnede. De platte achterzijde van de kam wordt van de schacht gescheiden door een hoge richel die vermoedelijk de begrenzing aangeeft van de deltopectorale spiergroepen. Bij een breuk aan het uiteinde is zichtbaar dat deze richel een derde van de breedte overdwars van de schacht beslaat. Het spaakbeen is slank, recht en staafvormig. Het lijkt niet op de robuuste spaakbeenderen van grote verwanten maar op die van kleine vormen zoals Hypsilophodon en Dryosaurus. Dit is een aanwijzing dat Fostoria normaliter op alleen de achterpoten liep.
In het bekken is het zitbeen langwerpig en lichtgebouwd. Het is, anders dan bij Rhabdodon, naar boven gebogen maar niet zo sterk als bij Zalmoxes. In de bovenrand zit een duidelijke knik, net als bij sommig nog onbenoemd Australisch materiaal. Het hoofdlichaam is hoog, vooraan ondiep uitgehold door de dunne rand van het heupgewricht. De voorrand van de schacht toont een bijlvormige processus obturatorius op het bovenste kwart van de lengte. De schacht is sterk overdwars afgeplat waarbij de achterrand de vorm krijgt van een beenplaat. De voorrand is dikker door verheffingen aan beide zijden. De binnenste richel begint halverwege het hoofdlichaam en de processus obturatorius en strekt zich schuin over de schacht uit, steeds dikker wordend alvorens met de voorrand samen te vallen, op de helft van de schachtlengte. De binnenste richel begint op een derde van de schachtlengte en ligt al meteen op de voorrand, naar het einde doorlopend om halverwege de schachtlengte in tweeën te splitsen. De voorste richel loopt dan taps toe, vervloeiend voordat het uiteinde bereikt wordt; de achterste valt samen met de achterrand, tot het uiteinde daarvan doorlopend. Het uiteinde heeft de basale bouw voor Neornithischia: knuppelvormig maar niet sterk verbreed.
Bij het dijbeen is de positie en vorm van de vierde trochanter door compressie en beschadigingen niet goed vaststelbaar. Bij dit uitsteeksel, schuin naar achteren en binnen gericht, vormt een holte aan de voorzijde van de binnenste basis de aanhechting van de musculus caudofemoralis longus, de staartspier die het dijbeen naar achteren trekt. Een hoge positie, die een snellere retractie mogelijk maakt, zou wijzen op een rennende levenswijze. De holte reikt niet verder dan de onderzijde van de vierde trochanter en er is geen put voor de aanhechting van de musculus femorotibialis internus die naar het scheenbeen loopt. De onderzijde van het dijbeen is overdwars afgeplat. De onderste gewrichtsknobbels steken naar achteren uit maar niet naar voren, een basaal kenmerk. De voorste groeve tussen deze condylen is breed en diep maar heeft een profiel van een asymmetrische stompe V in plaats van een symmetrische U als bij veel verwanten. Van onderen bezien is de binnenzijde van de binnenste knobbel bol in plaats van overdwars ingesnoerd te zijn aan de basis. Op de buitenzijde van de buitenste knobbel ligt een kleiner ingesprongen knobbeltje, een groeve scheppend voor de musculus iliofibularis. Het knobbeltje is rechthoekig en steekt ver naar achteren uit zodat de groeve van onderen bezien een scherpe hoek maakt, net als bij Muttaburrasaurus waar deze condylide echter korter is en vierkant van doorsnede.
Het scheenbeen is robuust en recht. Bovenaan is het van voor naar achteren het breedst, onderaan overdwars zodat het element gewrongen is, de gebruikelijke toestand. De buitenste onderste beenstijl is ongebruikelijk driehoekig en steekt verder naar onderen uit dan de binnenste, wat weer niet uitzonderlijk is hoewel Mochlodon dit kenmerk mist. De buitenste  beenstijl is ook overdwars dunner dan de binnenste, anders dan bij sommige verwanten. Het ondervlak van de binnenste stijl staat haaks op de schacht zodat daarmee een perfecte rechte hoek gevormd wordt. Tussen beide stijlen loopt op de achterzijde een hoge opgaande richel. Het, niet bewaarde, sprongbeen overgroeit de voorste onderzijde van het scheenbeen en het raakvlak van dat contact is zichtbaar op de voorkant van de middelste beenstijl. Dat raakvlak is meer naar de buitenzijde toe het hoogst en de bovengrens ervan buigt geleidelijk naar beneden en buiten toe om aan de binnenste onderzijde te eindigen.
Er is een stuk van een mogelijk kuitbeen bewaardgebleven. Er loopt en hoge verticale richel op de buitenzijde die niet van verwanten bekend is. Die richel kan dus een autapomorfie van Fostoria zijn — of een teken dat het helemaal niet om een kuitbeen gaat. Aan beide zijden van de richel kromt de botwand horizontaal hol. Ook de binnenzijde is hol. Dat geeft het hele element een V-vorm in dwarsdoorsnede waarbij de punten van de V dunne beenplaten vormen.

## Fylogenie
Fostoria werd in de Iguanodontia geplaatst. Cladistische analyses wezen op een vrij basale positie in de evolutionaire stamboom, onder Tenontosaurus en buiten de Rhabdodontidae. Eén analyse wees op een mogelijke positie in een klade met Talenkauen en een kleinere klade gevormd door Muttaburrasaurus en Anabisetia.

## Geologie
De Griman Creek Formation maakt deel uit van de Rolling Downs Group in het Surat Basin, welke laatste zich uitstrekt over het zuidoosten van Queensland en het noorden van New South Wales.

## Tafonomie
De beenderlaag waarin de fossielen van Fostoria gevonden werden is monodominant. Een monodominante beenderlaag bevat een verzameling organismen waarin één taxon domineert door minstens 50 % van het aantal individuele specimina te bevatten of minstens 50 % van het minimum aantal individuen. Een thanatocoenose zoals de Fostoria-beenderlaag is de enige bekende in Australië, zodat voorafgaand onderzoek relevant is, alhoewel dit door het gebrek aan plannen van de beenderhoudende groeves belemmerd wordt. Het voorkomen van drie rechterschouderbladen en van één linkerschouderblad wijst op een minimum aantal van drie dieren. Maar omdat het linkerschouderblad proportioneel kleiner is dan de rechterschouderbladen, kan dit aantal gewijzigd worden naar vier dieren. Omdat de beenderen geopaliseerd zijn, zijn er geen histologische gegevens voor Fostoria buiten de afmetingen zélf van de beenderen, met uitzondering van een enkele niet samengegroeide wervelboog van een wervellichaam uit het midden van de staart. Deze wervelboog komt uit een onvolgroeid skelet en moet dus aan een van de kleinere dieren toebehoord hebben. Ook bij verscheidene andere wervellichamen ontbreken de wervelbogen. De slechte preservering van de neurocentrale suturen maakt het bepalen van de relatieve graad van samensmelting (van het wervellichaam met de wervelboog) onmogelijk. Er zijn minstens drie dieren van verschillende afmetingen in de thanatocoenose vertegenwoordigd op basis van het voorkomen van de vier schouderbladen; een klein specimen, een middelgroot specimen en twee grote specimina. Maar afgaande op de afmetingen lijken de meeste beenderen van één dier afkomstig. Histologische bepaling van de leeftijd van de verschillende individuen is niet mogelijk wegens hun fossilisatie als pseudomorfen in opaal.
Alhoewel de meeste beenderen volledig of gedeeltelijk geprepareerd werden voor de aanvang van de bestudering van de specimina, zijn er nog twee sedimentblokken met beenderen in situ die bijkomend tafonomisch onderzoek toelaten. Het eerste blok bevat een deel van een schedeldak, een schaambeen, een scheenbeen, een deel van een ribschacht en twee grote, niet-geïdentificeerde beenderen. De positie van het blok in het sediment is onbekend. Alhoewel de beenderen volledig uit het anatomisch verband zijn, overlappen ze elkaar toch gedeeltelijk. Zwevend in de blokmatrix onder het schedeldak werd door tomografie (CT-scanning) nog de aanwezigheid van een geïsoleerde wervelboog van een staartwervel onthuld. Het tweede blok bevat een volledige ruggenwervel, een zitbeen, een middenvoetsbeen, twee onvolledige ribben uit de rug en een niet-identificeerbaar beenderfragment. Alle beenderen liggen uit anatomisch verband. Het bovenste uiteinde van een rib ligt over het midden van het zitbeen en beide worden gedeeltelijk door de ruggenwervel bedekt. De beide onvolledige ribben en het niet-identificeerbare beenderfragment blijken gebroken te zijn vỏỏr de inbedding in het sediment. Alhoewel het linkeropperarmbeen geen deel uitmaakt van beide blokken, draagt het ook duidelijke sporen van beschadiging. De beide uiteinden ontbreken en in hun plaats zijn diepe uithollingen zichtbaar, waardoor het beendermerg bloot ligt. De andere beenderen vertonen geen sporen van oppervlaktebeschadiging, zoals sporen van tanden (van predatoren), sporen van verwering of van abrasie. Al deze vaststellingen laten vermoeden dat de kadavers onderhevig waren aan tijdelijke blootstelling aan de elementen, ongeveer gedurende de periode van een jaar of meer, waardoor de skeletten volledig uit hun anatomisch verband raakten. Sommige grotere beenderen waren gebroken wat erop kan wijzen dat vertrappeling een rol kan gespeeld hebben in de biostratinomische processen. Deze omvatten het transport, de verspreiding en het begraven van dode organismen. Transport is het belangrijkste element in de biostratinomie. Wanneer dode organismen, of delen daarvan, worden verplaatst is dat vrijwel altijd door waterstromen. De grootte, het gewicht, en de hydrodynamische eigenschappen van fragmenten zijn de voornaamste primaire factoren die de uiteindelijke verspreiding bepalen. Eventuele vertrappeling door dieren is een secundaire factor.
Te Lightning Ridge worden door mijnwerkers regelmatig geopaliseerde fossielen gevonden, maar dikwijls niet voldoende snel als dusdanig herkend, totdat de opaalhoudende matrix met zware mechanische middelen uitgegraven is en na verschillende bewerkingen het fijne matrixsediment gescheiden is van het hardere opaal. Het gevolg van deze bewerkingen is dat vele opgegraven beenderen beschadigd, geschaafd en gebroken zijn en dat hun oorspronkelijke locatie in de matrix onbekend is. De beenderen uit de accumulatie (de beenderlaag) in de Sheepyard mijn werden niet op deze zwaar gemechaniseerde manier gewonnen, zodat deze thanatocoenose in dat gebied dus uitzonderlijk is.
Buiten Fostoria werden in de mijn nog twee beenderen van een niet-geïdentificeerde theropode gevonden; een onvolledige ellepijp (LRF 3054) en het wervellichaam van een halswervel (LRF 3050.AR), beenderen die niet met 100 % zekerheid aan één theropode taxon kunnen toegewezen worden. Nog een gewerveld fossiel is de wervel van een schildpad (LRF 3053), en er werden ook enkele schalen van zoetwatermosselen gevonden.